# State Express 555
A State Express 555, ou simplesmente 555 é uma marca de cigarro originalmente fabricada no Reino Unido pela Ardath Tobacco Company. Os direitos no exterior da marca, excluindo o Reino Unido, foram adquiridos pela British American Tobacco em 1925, a marca é mais popular no sul da Ásia.

## História

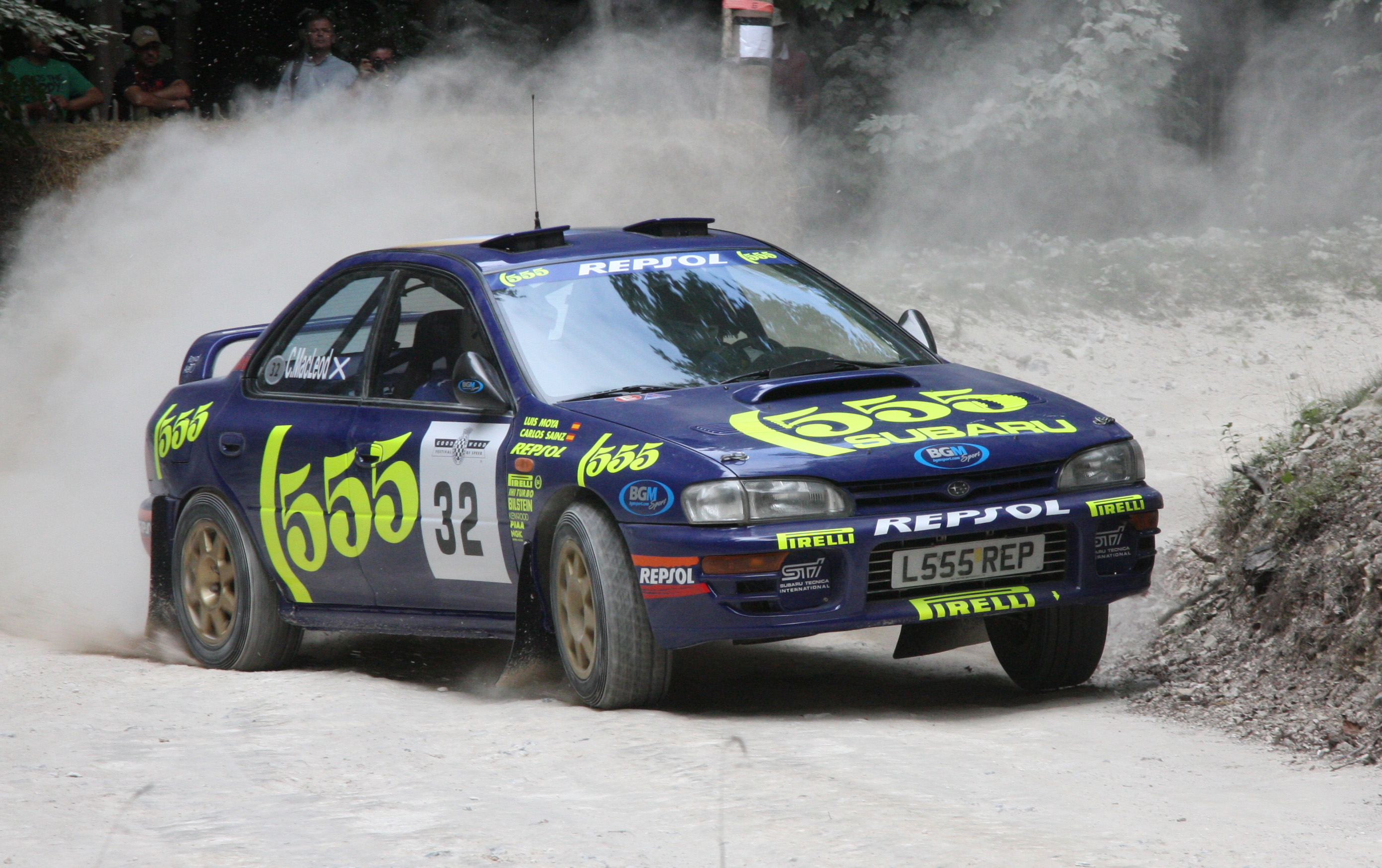
Carro da Subaru World Rally Team com patrocíonio da State Express 555.

A marca fui fundada em 1893 por Sir Albert Levy inspirado no trêm Empire State Express, os números de 111 a 999 indicavam as diferentes variantes, a série 555 foi introduzida em 1896 e foi a que teve mais sucesso, a empresa proprietária da marca, a Ardath Tobacco Company, também foi fundada por Albert Levy.
A marca também é conhecida por seus patrocínios em esportes, em 1980 foi uma das patrocinados dos Jogos Olímpicos, entre 1993 patrocinou a equipe Subaru World Rally Team no Campeonato Mundial de Rali, na Fórmula 1 em 1999 propôs patrocínio conjunto com a Lucky Strike na equipe British American Racing, esse psatrocínio foi vetado pela FIA, e a marca acabou sendo um patrocinador secundário da equipe.